# Ripley (Surrey)
Ripley ist ein Dorf und ein Civil Parish in der Grafschaft Surrey im Süden Englands.

## Lage
Ripley liegt südwestlich von London an der Fernverkehrsstraße A3 von London nach Portsmouth, etwa 40 Straßenkilometer vom Beginn der A3 in der City of London entfernt.

## Geschichte
Ripley besteht seit der normannischen Herrschaft über England. Die Kirche St. Mary Magdalen wurde um 1160 erbaut.

## Trivia
Ripley wird in den Romanen Der Krieg der Welten (The War of the Worlds) und Glücksräder (The Wheels of Chance) von H. G. Wells erwähnt, ebenso in der Sherlock-Holmes-Erzählung Der Flottenvertrag (The Adventure of the Naval Treaty) von Arthur Conan Doyle.

## Persönlichkeiten
- Eric Clapton (* 1945) wurde in Ripley geboren[5]
- Paul Weller (* 1958) betreibt in Ripley das Black Barn Aufnahmestudio[5]